# Łukowice Brzeskie (gromada)
Łukowice Brzeskie – dawna gromada, czyli najmniejsza jednostka podziału terytorialnego Polskiej Rzeczypospolitej Ludowej w latach 1954–1972.
Gromady, z gromadzkimi radami narodowymi (GRN) jako organami władzy najniższego stopnia na wsi, funkcjonowały od reformy reorganizującej administrację wiejską przeprowadzonej jesienią 1954 do momentu ich zniesienia z dniem 1 stycznia 1973, tym samym wypierając organizację gminną w latach 1954–1972.
Gromadę Łukowice Brzeskie z siedzibą GRN w Łukowicach Brzeskich utworzono – jako jedną z 8759 gromad na obszarze Polski – w powiecie brzeskim w woj. opolskim, na mocy uchwały nr VII/18/54 WRN w Opolu z dnia 4 października 1954. W skład jednostki weszły obszary dotychczasowych gromad Łukowice Brzeskie i Bierzów ze zniesionej gminy Przylesie oraz Małujowice ze zniesionej gminy Brzezina w tymże powiecie. Dla gromady ustalono 10 członków gromadzkiej rady narodowej.
Gromadę zniesiono 31 grudnia 1959, a jej obszar włączono do gromad: Przylesie (wsie Łukowice Brzeskie i Bierzów oraz przysiółek Łukowiczki) i nowo utworzonej Rataje (wieś Małujowice) w tymże powiecie.